# Kanton Fleury-sur-Andelle
Der Kanton Fleury-sur-Andelle war von 1801 bis 2015 ein französischer Wahlkreis im Arrondissement Les Andelys, im Département Eure und in der Region Haute-Normandie; sein Hauptort war Fleury-sur-Andelle, Vertreter im Generalrat des Départements war zuletzt von 2001 bis 2015 Jacques Poletti.

## Geografie
Der 22 Gemeinden umfassende Kanton war 170,79 km² groß und hatte 18.247 Einwohner (Stand: 2012).

## Gemeinden
| Gemeinde                  | Einwohner | Code postal | Code Insee |
| ------------------------- | --------- | ----------- | ---------- |
| Amfreville-les-Champs     | 342       | 27380       | 27012      |
| Amfreville-sous-les-Monts | 471       | 27590       | 27013      |
| Bacqueville               | 404       | 27440       | 27034      |
| Bourg-Beaudouin           | 675       | 27380       | 27104      |
| Charleval                 | 1872      | 27380       | 27151      |
| Douville-sur-Andelle      | 305       | 27380       | 27205      |
| Écouis                    | 716       | 27440       | 27214      |
| Fleury-sur-Andelle        | 1901      | 27380       | 27246      |
| Flipou                    | 310       | 27380       | 27247      |
| Gaillardbois-Cressenville | 285       | 27440       | 27274      |
| Grainville                | 472       | 27380       | 27294      |
| Houville-en-Vexin         | 168       | 27440       | 27346      |
| Letteguives               | 184       | 27910       | 27366      |
| Ménesqueville             | 349       | 27850       | 27396      |
| Mesnil-Verclives          | 218       | 27440       | 27407      |
| Perriers-sur-Andelle      | 1781      | 27910       | 27453      |
| Perruel                   | 401       | 27910       | 27454      |
| Pont-Saint-Pierre         | 935       | 27360       | 27470      |
| Radepont                  | 710       | 27380       | 27487      |
| Renneville                | 201       | 27910       | 27488      |
| Romilly-sur-Andelle       | 2655      | 27610       | 27493      |
| Vandrimare                | 864       | 27380       | 27670      |

## Bevölkerungsentwicklung
| 1962   | 1968   | 1975   | 1982   | 1990   | 1999   |
| ------ | ------ | ------ | ------ | ------ | ------ |
| 12.462 | 13.156 | 13.675 | 15.163 | 15.899 | 16.219 |